# Acalolepta strandi
Acalolepta strandi es una especie de escarabajo longicornio del género Acalolepta, tribu Monochamini, subfamilia Lamiinae. Fue descrita científicamente por Breuning en 1935.
Se distribuye por Papúa Nueva Guinea. Mide aproximadamente 37 milímetros de longitud.